# Míla Pačová
Míla Pačová, vlastním jménem Jaromíra Pačová, křtěná Jaromíra Anna, provdaná Krčmářová (11. dubna 1887 Smíchov – 20. března 1957 Praha) byla česká herečka.
Herectví se na divadle profesionálně věnovala od roku 1911. Spoluzakládala komorní scénu Mozarteum. V letech 1921–1934 byla členkou souboru Vinohradského divadla, poté až do své smrti členka Národního divadla. Byla provdána za univerzitního profesora a prvorepublikového ministra JUDr. Jana Krčmáře. Po druhé světové válce jezdila do své venkovské vily v Třemošnici pod hradem Lichnice ve východních Čechách, i zde si ráda zahrála s místními ochotníky.

## Mládí
Míla Pačová pocházela z rodiny zámožného stavitele Gustava Pače z Jinců na Hořovicku a jeho neméně movité manželky Františky, rozené Motlové. Byla jejich jediným dítětem.  V mládí se rozhodovala mezi kariérou malířky a herečky. Otec jí umožnil studium malířství v Praze u malíře Ferdinanda Engelmüllera a posléze v Paříži (1910 na Académie de la grande Chaumiére. Malířství a kreslení, zvláště vtipným karikaturám, se věnovala po celý život, ale za svou životní dráhu si zvolila herectví, které soukromě studovala u Marie Hübnerové a Karla Želenského.

## Divadlo

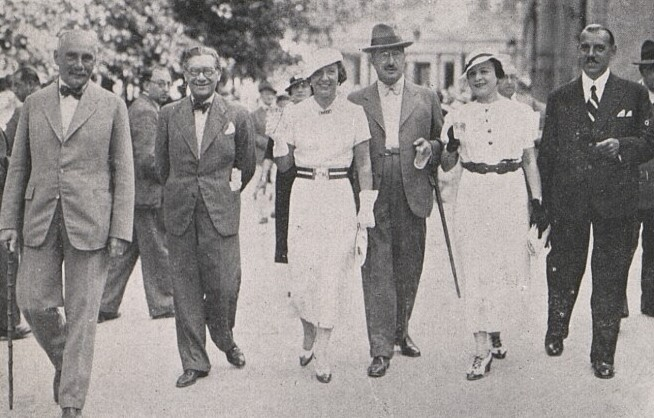
Jan Krčmář (druhý zleva) a Míla Pačová-Krčmářová (druhá zprava), Mariánské Lázně 1935

V roce 1911 začala hrát v Uranii, kde hrála s výjimkou sezóny 1913–1914, kdy hrála ve Švandově divadle, do roku 1918. Proslavila se tam hlavní rolí v Kvapilově hře Princezna Pampeliška. Poté tři roky přecházela mezi různými společnostmi v Praze, hrála i mezi ochotníky, měla podíl na založení Komorní scény v Mozarteu roku 1919. Roku 1921 ji Jaroslav Kvapil angažoval do Divadla na Vinohradech. Na Vinohradech plně vyzrála a zhostila se řady zajímavých rolí, např. Anči v Langerově Periferii nebo Ariely v Shakespearově Bouři. Na počátku třicátých let hrála zde po boku Zdeňka Štěpánka, Františka Smolíka, Františka Kreuzmanna, Olgy Scheinpflugové a dalších.
Roku 1934 získala angažmá v Národním divadle, jemuž už zůstala věrná až do smrti. Přišla sem už jako vyzrálá herečka, ale v tamní konkurenci už nemohla tolik zářit, z rolí zralých žen připomeňme Roubínkovou v Jiráskově M. D. Rettigové, Kláskovou v Jiráskově Lucerně nebo Akulinu Ivanovnu v Gorkého Měšťácích.
Míla Pačová byla emancipovaná žena a inteligentní herečka, plná temperamentu s jemnou elegancí a půvabnou koketně houpavou chůzí, typická byla její překotná mluva, která pomáhala humornému tónu jejího herectví. Studium malířství využívala i hereckém projevu, zvláště v mimice, gestu a při výběru kostýmů. Veřejně vystupovala i jako recitátorka, např. 1936 recitovala pohádky B. Němcové pro Společnost Boženy Němcové. Přednes uplatnila i v rozhlase, s nímž spolupracovala od konce 20. let, její hlas se zachoval na gramofonových deskách Ultraphon.

## Rodina
Rodinný majetek a jeho dědictví jí umožnilo svobodnou volbu kariéry a nezávislost. Nechtěla založit rodinu a pohybovala se ve svobodomyslné společnosti umělců. Byla například známa jako partnerka malíře Jana Štursy.. V roce 1927 se ve Sliači seznámila s advokátem a profesorem Univerzity Karlovy, tehdejším předsedou Společností vlasteneckých přátel umění, JUDr. Janem Krčmářem. Spojovaly je vzájemná úcta, respekt i vysoké společné postavení, zájmy o umění a sběratelství starožitností, přes které se s ním Míla sblížila a roku 1928 se za něj provdala.
Pohřbena byla spolu se svým manželem na Vinohradském hřbitově.

## Citát
| „                  | Míla Pačová – tehdejší sexbomba divadla, nezapomenutelná Anči v Langrově Periferii. Míla Pačová byla výtvarnice nikoli z profese – ale mám doma po otci jeden její olej – a měla díky tomu ohromný cit pro soulad vnější charakteristiky postavy, masky a kostýmu, s charakteristikou vnitřní...Pak odešla do Národního divadla a myslím, že to nebyla její šťastná doba. Byla velmi roztomilá, přirozená, kamarádská v civilní konverzaci, ale já jsem si přesto vždycky uvědomoval, že mluvím s velkou umělkyní. | “ |
| — Vladimír Hlavatý | |   |

## Film
Její filmová práce byla jen příležitostná, začínala už v němé éře roku 1913 ve filmu Pan profesor, nepřítel žen. Žádná z šesti „němých“ rolí se však svojí výrazností do historie filmu nezapsala. Ve zvukovém filmu hrála poprvé až r. 1935, kdy se mihla v životopisném snímku Milan Rastislav Štefánik. Za okupace ztvárnila několik postav dam z vyšší společnosti (Artur a Leontýna (1940), Preludium (1941), Jarní píseň (1944)). Životní byla role ve filmu Miroslava Cikána U pěti veverek (1944), v níž jí na tělo byla ušita role chamtivé domácí Filomény Houbičkové, tvořící protipól dobráckém manželovi (Jindřich Plachta) i své sestře (Růžena Nasková). Nasková s Pačovou vytvořily v tomto filmu nádherné protipóly dobra a zla. Po válce si pak ještě zahrála tři role, v poslední ve filmu Jan Žižka (1955) hrála postavu manželky staroměstského purkmistra Tomáše.

## Ocenění
- 1929 Státní cena [7]
- 1953 titul zasloužilá umělkyně

## Z divadelních rolí
- Anči (František Langer: Periferie, 1925, Divadlo na Vinohradech, režie Jaroslav Kvapil)
- Lysistrata (Aristofanes: Lysistrata, 1926, Divadlo na Vinohradech, režie Jan Bor)
- Maryša (bratři Mrštíkové: Maryša, 1926, Divadlo na Vinohradech, režie Bohuš Stejskal)
- Viriněja (Lidija Nikolajevna Sejfullová: Viriněja, Divadlo na Vinohradech, 1927, režie Jan Bor)
- Grušeňka (adaptace Dostojevského Bratrů Karamazových, 1931, Divadlo na Vinohradech, režie Jan Bor)
- Nasťa (adaptace Dostojevského Idiota, 1934, Divadlo na Vinohradech, režie Jan Bor)
- Roubínková (Alois Jirásek: M. D. Rettigová, 1938)
- Klásková (Alois Jirásek: Lucerna, 1944-1945)
- Lízalka (bratři Mrštíkové: Maryša, 1943, 1945, 1948)
- Warrenová (George Bernard Shaw: Živnost paní Warrenové, 1949)
- Akulina Ivanovna (Maxim Gorkij: Měšťáci, 1949)
- Frosina (Molière: Lakomec, 1950)
- Dulská (Gabriela Zapolska: Morálka paní Dulské, 1954)
- Strouhalka (bratři Mrštíkové: Maryša, 1956)

## Filmografie

### Němé filmy
- Pan profesor, nepřítel žen, 1913 – role neuvedena
- Čaroděj, 1918 – role neuvedena
- Lásko třikrát svatá, 1918 – role neuvedena
- Rabbi Löw, 1919 – role neuvedena
- Zloděj, 1919 – obchodníkova žena
- Josef Kajetán Tyl, 1925 – dáma na plese

### Zvukové filmy
- Milan Rastislav Štefánik, 1935 – madame Jouvenelle
- Dvojí život, 1939 – Seidlová, Slabova bytná a společnice
- Mořská panna, 1939 – obstarožní světačka
- Artur a Leontýna, 1940 – Sobotová, Leontýnina matka
- Preludium, 1941 – herečka Holmová
- Šťastnou cestu, 1943 – Vacková, ředitelka prodejního oddělení
- Jarní píseň, 1944 – baronka Gizela, sestra Oboronské
- Předtucha, 1944 – role neurčena, film nedokončen
- U pěti veverek, 1944 – paní domácí Filoména Houbičková
- Z růže kvítek, 1945 – kartářka, film nedokončen
- Nezbedný bakalář, 1946 – Markyta, manželka Žlutického
- Ještě svatba nebyla..., 1954 – Marina, Ambrožova žena
- Jan Žižka, 1955 – purkmistrova žena